# Ґанджала
Ґанджала (груз. განჯალა) — село в Грузії.
За даними перепису населення 2014 року в селі проживає 2243 особи.